# Louis Nkinga Bondala
Louis Nkinga Bondala CICM (* 20. Juni 1937 in Mankanza) ist ein kongolesischer Geistlicher und emeritierter römisch-katholischer Bischof von Lisala.

## Leben
Louis Nkinga Bondala trat der Ordensgemeinschaft der Kongregation vom Unbefleckten Herzen Mariens bei und empfing am 7. August 1966 die Priesterweihe.
Papst Johannes Paul II. ernannte ihn am 28. Januar 1980 zum Bischof von Kole. Die Bischofsweihe spendete ihm der Papst persönlich am 4. Mai desselben Jahres; Mitkonsekratoren waren Agnelo Rossi, Kardinalpräfekt der Kongregation für die Evangelisierung der Völker, und Joseph-Albert Kardinal Malula, Erzbischof von Kinshasa.
Am 13. März 1996 wurde er zum Koadjutorbischof von Lisala ernannt. Mit der Emeritierung Louis Nganga a Ndzandos folgte er ihm am 6. Juli 1997 als Bischof von Lisala nach.
Papst Franziskus nahm am 11. Februar 2015 seinen altersbedingten Rücktritt an.